# 哥巴文
哥巴文（纳西语：ɡə31ba31the33ɤɯ33，意为“弟子”）是纳西族曾使用的一种文字。与纳西族的另一种文字东巴文不同，哥巴文是一种音节文字。哥巴文创制的具体年代未知。有学者认为哥巴文创制晚于东巴文，“哥巴”取以东巴文为师之意。但亦有学者认为哥巴文比东巴文更早。
哥巴文字型主要由东巴文字与汉字变化而来，数量约为五百个左右。
哥巴文为一字一音，笔画简单，从左向右横写。由于其不标声调，加之其字体不固定，有同音异字、同字异音等现象，因而较难掌握。其使用范围也较小，仅在丽江、维西部分地区通行。